# Helene Hellmark Knutsson

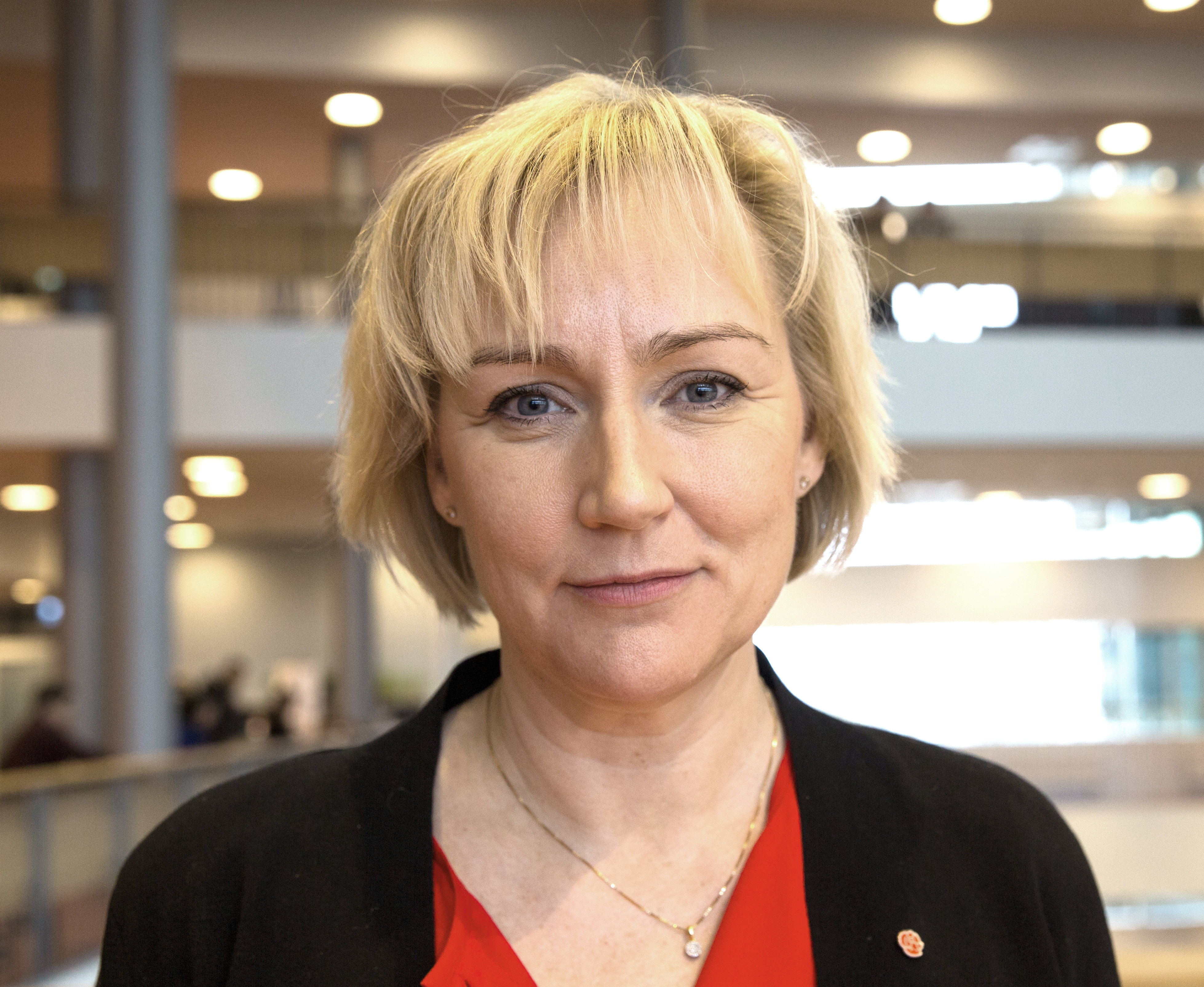
Helene Hellmark Knutsson

Helene Hellmark Knutsson (n. Estocolmo, 12 de setembro de 1069) é uma política sueca pertencente ao Partido Social-Democrata.
Foi Ministra do Ensino Superior e da Investigação no Governo Löfven  em 2014-2019.